# Ian Moir
Ian Moir (Aberdeen, 30 de junio de 1943 - 26 de marzo de 2015) fue un futbolista británico que jugaba en la demarcación de centrocampista.

## Biografía
Tras formarse en la cantera del club desde los quince años, finalmente en 1960, debutó como futbolista con el Manchester United FC. Jugó un total de cuatro años en Old Trafford, haciendo un total de 45 partidos en liga y cinco goles marcados. En 1965 fichó por el Blackpool FC bajo las órdenes de Ron Suart. Hizo su debut con el club el 13 de febrero de 1965 en un partido que finalizó con empate a uno contra el Leicester City FC en Bloomfield Road. En su última temporada con el club, Suart lo sustituyó por Stan Mortensen, así que, tras jugar su último partido con el Blackpool el 27 de marzo de 1967 contra el Chelsea FC, fichó por el Chester City FC, para quien marcó tres goles en 25 partidos jugados. Ya en 1968 jugó para el Wrexham FC, equipo para el que más partidos disputó, con un total de 150. Tras un corto plazo en el Shrewsbury Town FC, volvió al Wrexham por dos temporadas más. También jugó para el Arcadia Shepherds FC y para los clubes de non-league: Oswestry Town FC y Colwyn Bay FC.
Falleció el 26 de marzo de 2015 a los 71 años de edad tras una larga batalla contra el cáncer.

## Clubes
| Club                 | País       | Año         | Partidos | Goles |
| -------------------- | ---------- | ----------- | -------- | ----- |
| Manchester United FC | Inglaterra | 1960 - 1965 | 45       | 5     |
| Blackpool FC         | Inglaterra | 1965 - 1967 | 61       | 12    |
| Chester City FC      | Inglaterra | 1967 - 1968 | 25       | 3     |
| Wrexham FC           | Inglaterra | 1968 - 1972 | 150      | 20    |
| Shrewsbury Town FC   | Inglaterra | 1972 - 1973 | 25       | 2     |
| Wrexham FC           | Gales      | 1973 - 1975 | 15       | 0     |
| Arcadia Shepherds FC | Sudáfrica  | 1975        | ¿?       | ¿?    |

## Palmarés

### Campeonatos nacionales
| Título                         | Club                 | País       | Año  |
| ------------------------------ | -------------------- | ---------- | ---- |
| FA Cup                         | Manchester United FC | Inglaterra | 1963 |
| Community Shield               | Manchester United FC | Inglaterra | 1965 |
| Football League First Division | Manchester United FC | Inglaterra | 1965 |
| Copa de Gales                  | Wrexham FC           | Gales      | 1972 |
| Copa de Gales                  | Wrexham FC           | Gales      | 1975 |